# Pterocomma tremulae
Pterocomma tremulae är en insektsart som beskrevs av Carl Julius Bernhard Börner 1940. Pterocomma tremulae ingår i släktet Pterocomma och familjen långrörsbladlöss. Arten är reproducerande i Sverige. Inga underarter finns listade i Catalogue of Life.